# 蒂姆·斯科特
提摩西·尤金·「蒂姆」·斯科特（英語：Timothy Eugene "Tim" Scott；1965年9月19日—）是美国一位共和黨籍的政治人物，现任南卡罗来纳州的聯邦參議員。

## 经历
2010年，斯科特當選美國眾議院南卡羅萊納州第一國會選區代表議員，任期由2011年到2013年，是自1897年以來第一位來自南卡羅萊納州的共和黨非洲裔議員。
2013年，斯科特由州長妮琪·海利指定填補吉姆·德敏特的空缺而成為代表南卡羅萊納州的聯邦參議員，2014年赢得补选，2016年当选连任。他是一名財政和文化保守派人物，也贊同茶黨團體。他是第一位来自南卡罗莱纳州的非洲裔参议员、1881年以来第一位在美國南部当选的非洲裔参议员。
2023年5月23日，斯科特宣布競選共和黨總統候選人提名。同年11月13日退出提名。

## 延伸閱讀
- Background and collected news at The Washington Post
- 美國國會國家人物傳記大辭典中的傳記
- 由華盛頓郵報維護的投票記錄
- 智慧投票计划中的傳記、投票紀錄及利益集團評級
- Congressional profile at GovTrack
- Congressional profile at OpenCongress
- Issue positions and quotes at On the Issues
- Financial information at OpenSecrets.org
- Staff salaries, trips and personal finance at LegiStorm.com
- 聯邦選舉委員會中的競選財務報告和數據
- Campaign contributions at the National Institute for Money in State Politics
- Appearances on C-SPAN programs
- Profile at Ballotpedia

## 外部連結
- 蒂姆·斯科特 （页面存档备份，存于）參議院官方網站
- 蒂姆·斯科特參議員競選網站
- C-SPAN內的頁面（英文）
- 中的“蒂姆·斯科特”

| 美国众议院             | 美国众议院                                                            | 美国众议院           |
| ---------------------- | --------------------------------------------------------------------- | -------------------- |
| 前任者： 亨利·布朗     | 南卡羅萊納州第一國會選區 眾議院議員 2011年－2013年                    | 繼任者： 馬克·桑福德 |
| 政党职务               |                                                                       |                      |
| 前任者： 吉姆·德敏特   | 美國參議員南卡羅萊納州共和黨被提名人 （第3類） 2014年、2016年、2022年 | 最新的               |
| 前任者： 喬尼·恩斯特   | 共和黨全國代表大會主旨发言人 2020年                                   | 最新的               |
| 前任者： 格雷琴·惠特默 | 对国情咨文的回应 2021年                                               | 繼任者： 金·雷諾斯   |
| 美国参议院             |                                                                       |                      |
| 前任者： 吉姆·德敏特   | 南卡羅萊納州第3類參議員 2013年－ 與林賽·格雷姆同時在任                | 現任                 |
| 美國排位名單           |                                                                       |                      |
| 前任者： 布萊恩·夏茲   | 美國參議員資歷 第44位                                                 | 繼任者： 塔米·鮑德溫 |